# Языки Венесуэлы
В Венесуэле говорят на 42 языках, но испанский является языком, на котором говорят большинство венесуэльцев. Конституция Венесуэлы 1999 года признала испанский и другие разговорные языки коренных народов Венесуэлы как официальные. Глухонемые используют различные языки жестов lengua de señas venezolana (венесуэльский жестовый язык).

## Официальный язык
Согласно Конституции Венесуэлы, кастильский (испанский) является официальным языком Венесуэлы.

## Языки коренных народов
Многие коренные языки Венесуэлы находятся под угрозой исчезновения.